# Райко Кузманович
Академик проф. д-р Райко Кузманович (на сръбски: Рајко Кузмановић) е президент на Република Сръбска в периода 9 декември 2007 – 15 ноември 2010 година. Председател на "Академията на науките и изкуствата на Република Сръбска".
На президентските избори през 2007 г. печели 41,33 % от гласовете.

## Биография
Като признат научен работник на 27 юни 1997 г. е избран за член-кореспондент на най-високата научна институция в Република Сръбска - Академията на науките и изкуствата на Република Сръбска. По-късно на 21 юни 2004 е избран и за неин член и неин председател.
Кузманович е работил като секретар в Министерството на социалните науки. Членува в още 3 академии на науката и изкуствата: Международна академия за хуманитарни и естествени науки в Москва (от 2001), Балканска академия на науката и културата (BASE) в София (от 2005), Световна академия за изкуства и науки (WAAS) в Сан Франциско (от 2006).